# العلاقات الزيمبابوية الكندية
العلاقات الزيمبابوية الكندية هي العلاقات الثنائية التي تجمع بين زيمبابوي وكندا.

## مقارنة بين البلدين
هذه مقارنة عامة ومرجعية للدولتين:
| وجه المقارنة                                              | زيمبابوي | كندا                     |
| --------------------------------------------------------- | --- | ------------------------ |
| المساحة (كم2)                                             | 390.76 ألف | 9.98 مليون               |
| عدد السكان (نسمة)                                         | 16.53 مليون | 35.70 مليون              |
| الكثافة السكانية (ن./كم²)                                 | 42.3 | 3.58                     |
| العاصمة                                                   | هراري | أوتاوا                   |
| اللغة الرسمية                                             | لغة إنجليزية، اللغة الشونا، النديبيلية الشمالية ‏، لغة الشيشيوا، Barwe ‏، Kalanga language ‏، Tshwa language ‏، النداو ‏، اللغة التسونجا، لغة الإشارة الزيمبابوية ‏، اللغة السوتية، تونغا ‏، اللغة التسوانية، اللغة الفيندية، اللغة الكوسية | لغة إنجليزية، لغة فرنسية |
| العملة                                                    | دولار أمريكي | دولار كندي               |
| الناتج المحلي الإجمالي (بليون دولار)                      | 17.85 مليار | 1.65 تريليون             |
| الناتج المحلي الإجمالي (تعادل القوة الشرائية) بليون دولار | 27.88 مليار | 1.59 تريليون             |
| الناتج المحلي الإجمالي الاسمي للفرد دولار أمريكي          | 924 | 43.25 ألف                |
| الناتج المحلي الإجمالي للفرد دولار أمريكي                 | 1.79 ألف | 45.07 ألف                |
| مؤشر التنمية البشرية                                      | 0.509 | 0.913                    |
| رمز المكالمات الدولي                                      | +263 | +1                       |
| رمز الإنترنت                                              | .zw | .ca                      |
| المنطقة الزمنية                                           | ت ع م+02:00 |                          |

## منظمات دولية مشتركة
يشترك البلدان في عضوية مجموعة من المنظمات الدولية، منها:
| علم المنظمة | اسم المنظمة                               | تاريخ انضمام زيمبابوي | تاريخ انضمام كندا |
| ----------- | ----------------------------------------- | --------------------- | ----------------- |
|             | مؤسسة التنمية الدولية                     | 29 سبتمبر 1980        | 24 سبتمبر 1960    |
|             | البنك الإفريقي للتنمية                    | ?                     | ?                 |
|             | يونسكو                                    | 22 سبتمبر 1980        | 4 نوفمبر 1946     |
|             | مؤسسة التمويل الدولية                     | 29 سبتمبر 1980        | 20 يوليو 1956     |
|             | منظمة حظر الأسلحة الكيميائية              | ?                     | ?                 |
|             | الأمم المتحدة                             | 25 أغسطس 1980         | 9 نوفمبر 1945     |
|             | الاتحاد الدولي للاتصالات                  | 10 فبراير 1981        | 1 يوليو 1908      |
|             | منظمة الشرطة الجنائية الدولية             | ?                     | ?                 |
|             | البنك الدولي للإنشاء والتعمير             | 29 سبتمبر 1980        | 27 ديسمبر 1945    |
|             | الاتحاد البريدي العالمي                   | ?                     | ?                 |
|             | المركز الدولي لتسوية المنازعات الاستشارية | 19 يونيو 1994         | 1 ديسمبر 2013     |
|             | وكالة ضمان الاستثمار متعدد الأطراف        | 10 أبريل 1992         | 12 أبريل 1988     |
|             | منظمة التجارة العالمية                    | ?                     | ?                 |
|             | الفريق المعني برصد الأرض                  | ?                     | ?                 |

## أعلام
هذه قائمة لبعض الشخصيات التي تربطها علاقات بالبلدين:
- إيسي ناكاجيما فاران (لاعب كرة قدم كندي، 16 مايو 1984[20] – )

## وصلات خارجية
- موقع وزارة الخارجية الزيمبابوية
- موقع وزارة الخارجية الكندية